# Hidetsugu Ikegami
Hidetsugu Ikegami est un physicien japonais, professeur émérite de physique nucléaire à l'université d'Osaka, où il a été directeur du centre de recherches sur la physique nucléaire(RCNP) et organisé et présidé un symposium international.
Il a participé à la création des installations de l'anneau RCNP du cyclotron. Hidetsugu Ikegami est professeur invité à l'université d'Uppsala.
Il a déposé de nombreux brevets et nombre de ses récentes applications sont relatives à la fusion nucléaire.